# 澳門2009年度頒授勳章、獎章和獎狀名單
澳門特別行政區2009年度勳章、獎章和獎狀名單於2009年12月19日由行政長官何厚鏵簽署，在《澳門特別行政區政府公報》公布，共有51名社會人士和實體獲授勳，表揚他們在個人成就、社會貢獻或服務澳門特別行政區方面的傑出表現。而頒授典禮於2010年1月29日在澳門文化中心綜合劇院舉行。

## 授勳名單

### 榮譽勳章
大蓮花榮譽勳章
- 李成俊
- 許世元

金蓮花榮譽勳章
- 梁慶庭
- 賀一誠
- 楊俊文

銀蓮花榮譽勳章
- 林金城
- 吳素寛

### 功績勳章
專業功績勳章
- 王志石
- 杜慧芳
- 高展鵬
- 陸永根

工商功績勳章
- 何富強
- 余健楚
- 吳皆妍
- 徐偉坤
- 梁安琪

旅遊功績勳章
- 梁仲賢
- 信德中旅船務管理(澳門)有限公司

教育功績勳章
- 何香萍
- 林劍如
- 羅翠瓊修女

文化功績勳章
- 蘇樹輝
- João António da Silva Madeira da Fonseca
- 澳門青年交響樂團

仁愛功績勳章
- 胡子義神父
- 飛安達
- 澳門霍英東基金會

體育功績勳章
- 黃紹華
- 盧蘭芳

### 傑出服務獎章
勞績獎章
- 冼保生
- 高秉強
- 梁曉鳴
- 政府總部輔助部門禮賓暨公關部

社會服務獎章
- 李鳳英
- 張文寛

### 獎狀
榮譽獎狀
- 任晉芳
- 李海鷹

功績獎狀
- 王俊楠
- 伍星洪
- 李詠詩
- 高敏儀
- 許朗
- 張少玲
- 張丹
- 張之博
- 張志歡
- 溫家樂
- 馮燕虹
- 劉霞
- 羅慶江
- Soler - Dino and Giulio

## 資料來源及參考
- 新聞局 （页面存档备份，存于）